# آرمین هادی‌پور
آرمین هادی‌پور صیقلانی (زادهٔ ۲۱ مرداد ۱۳۷۳ رشت) تکواندوکار ایرانی است که در وزن اول مسابقه می‌دهد. 
او در بازی پایانی مسابقات جهانی تکواندو ۲۰۱۷ در وزن کمتر از ۵۴ کیلوگرم برابر کیم تائه-هون مغلوب شد و مدال نقره را به دست آورد.
آرمین هادی پور موفق شد سهمیه المپیک توکیو ۲۰۲۰ را از طریق رنکینگ جهانی تکواندو کسب کند و جواز حضور در رقابت‌های المپیک را به دست آورد.  
هادی‌پور از سوی فدراسیون بین‌المللی ورزش‌های دانشگاهی به عنوان برترین ورزشکار دانشجو دهه اخیر میلادی (۲۰۲۰–۲۰۱۰) انتخاب‌شد. (به‌خاطر قهرمانی در سه دوره متوالی مسابقات یونیورسیاد در سال‌های ۲۰۱۵، ۲۰۱۷ و ۲۰۱۹)

## نتایج (به تفکیک مسابقات)

### جایزه بزرگ جهانی تکواندو

#### جایزه بزرگ جهانی تکواندو ۲۰۱۹
مدال نقره مرحله ۲ در ژاپن؛ آرمین هادی‌پور نماینده وزن ۵۸- کیلوگرم کشورمان در این رقابت‌ها ابتدا در مرحله یک شانزدهم با نتیجه ۱۹ بر ۷ مقابل لئون گلاسنویک ار کرواسی به پیروزی رسید. او در مرحله یک‌هشتم نهایی به دلیل عدم حضور تکواندوکار ترکیه‌ای به دور یک چهارم نهایی صعود کرد. هادی‌پور در این مرحله با نتیجه ۱۲ بر ۵ مقابل صفوان خلیل از استرالیا پیروز شد. او در مرحله نیمه‌نهایی نیز در مقابل آدرین ویسنته، قهرمان اروپا در سال ۲۰۱۸ از اسپانیا با ارائه مبارزه‌ای بسیار خوب با نتیجه ۱۹ بر ۵ به برتری رسید تا به دیدار نهایی صعود کند. تکواندوکار وزن نخست المپیک کشورمان، در دیدار پایانی به مصاف جانگ جون، قهرمان جهان در سال ۲۰۱۹، دارنده سه مدال طلا و یک مدال برنز گرندپری و نفر دوم رنکینگ المپیک از کره‌جنوبی رفت و در حالی که با نتیجه ۶ بر صفر از حریف خود پیش بود، در نهایت با نتیجه ۲۲ بر ۱۴ مغلوب حریف خود شد و به مدال نقره رسید. هادی‌پور پس از ۵ شکست در یک سال گذشته در مسابقات قهرمانی آسیا، گرند اسلم و گرندپری مقابل جانگ، این بار به برتری مقابل او نزدیک شده بوده که این اتفاق نیفتاد و طلسم شکست ناپذیری تکواندوکار کره‌ای مقابل نماینده کشورمان همچنان باقی ماند.
مدال برنز مرحله ۳ در بلغارستان؛ آرمین هادی‌پور پس از استراحت در دور نخست، در دور دوم با نتیجه ۲۴ بر ۲ از سد آدرین ویسنته اسپانیایی گذشت. هادی‌پور در مرحله یک‌چهارم نهایی نیز با نتیجه ۲۴ بر ۴ بر صفر از سد میخائیل آرتامانوف از روسیه گذشته و مدال برنز خود را قطعی کرد. نماینده کشورمان در این رقابت نیز مانند مسابقه گذشته خود قبل از پایان رسیدن راند سوم، حریف خود را ۲۰ تایی (برتری بیش از ۲۰ امتیاز) کرد تا آمادگی خود را نشان بدهد. نماینده کشورمان در مرحله نیمه‌نهایی به مصاف تائه هون کیم از کره‌جنوبی رفت و با نتیجه ۳۰ بر ۱۷ مغلوب حریف خود شد و به مدال برنز دست یافت.